# Elezioni legislative nei Paesi Bassi del 1994
Le elezioni legislative nei Paesi Bassi del 1994 si tennero il 3 maggio per il rinnovo della Tweede Kamer. In seguito all'esito elettorale, Wim Kok, espressione del Partito del Lavoro, divenne Ministro-presidente.

## Risultati
| Liste                                           | Voti      | %     | Seggi |
| ----------------------------------------------- | --------- | ----- | ----- |
| Partito del Lavoro                              | 2 151 394 | 23,97 | 37    |
| Appello Cristiano Democratico                   | 1 995 155 | 22,23 | 34    |
| Partito Popolare per la Libertà e la Democrazia | 1 790 952 | 19,96 | 31    |
| Democratici 66                                  | 1 390 047 | 15,49 | 24    |
| Alleanza Generale dell'Anzianità                | 326 129   | 3,63  | 6     |
| Sinistra Verde                                  | 311 033   | 3,47  | 5     |
| Democratici di Centro                           | 220 621   | 2,46  | 3     |
| Federazione Politica Riformatrice               | 158 627   | 1,77  | 3     |
| Partito Politico Riformato                      | 155 230   | 1,73  | 2     |
| Alleanza Politica Riformata                     | 119 108   | 1,33  | 2     |
| Partito Socialista                              | 118 738   | 1,32  | 2     |
| Unione 55+                                      | 78 079    | 0,87  | 1     |
| Partito di Centro '86                           | 32 311    | 0,36  | –     |
| Partito della Legge Naturale                    | 27 646    | 0,31  | –     |
| Partito Indiano Libero                          | 17 202    | 0,19  | –     |
| I Verdi                                         | 13 887    | 0,15  | –     |
| Nuovo Partito Comunista dei Paesi Bassi         | 11 619    | 0,13  | –     |
| Partito Contadino della Solidarietà             | 9 088     | 0,10  | –     |
| Altri <0,10%                                    | 47 947    | 0,53  | –     |
| Totale                                          | 8 974 813 | 100   | 150   |